# Alaksiej Capik
Alaksiej Capik (ur. 4 sierpnia 1988) – białoruski lekkoatleta specjalizujący się w trójskoku i skoku w dal.
Na mistrzostwach Europy juniorów w 2007 zajął ósme miejsce w trójskoku i jedenaste w skoku w dal. Brązowy medalista mistrzostw Europy z 2012. 
Medalista mistrzostw Białorusi i reprezentant kraju w meczach międzypaństwowych. 

## Osiągnięcia
| Rok  | Impreza                                 | Miejsce   | Konkurencja | Lokata            | Wynik |
| ---- | --------------------------------------- | --------- | ----------- | ----------------- | ----- |
| 2007 | Mistrzostwa Europy juniorów             | Hengelo   | trójskok    | 8. miejsce        | 15,60 |
| 2007 | Mistrzostwa Europy juniorów             | Hengelo   | skok w dal  | 11. miejsce       | 7,20  |
| 2012 | Mistrzostwa Europy                      | Helsinki  | trójskok    | 3. miejsce        | 16,97 |
| 2013 | Halowe mistrzostwa Europy               | Göteborg  | trójskok    | el. – 13. miejsce | 16,45 |
| 2013 | Superliga drużynowych mistrzostw Europy | Gateshead | trójskok    | 9. miejsce        | 15,66 |
| 2014 | Mistrzostwa Europy                      | Zurych    | trójskok    | el. – 20. miejsce | 15,92 |

## Rekordy życiowe
- Skok w dal – 7,61 (14 czerwca 2007, Mińsk)
- Skok w dal (hala) – 7,66 (11 lutego 2012, Mohylew)
- Trójskok – 16,82 (26 maja 2012, Brześć)/16,97w (30 czerwca 2012, Helsinki);
- Trójskok (hala) – 16,86 (26 lutego 2012, Mohylew)